# Pasadena Hills
Pasadena Hills és una població dels Estats Units a l'estat de Missouri. Segons el cens del 2000 tenia 1.147 habitants.

## Demografia
Segons el cens del 2000, Pasadena Hills tenia 1.147 habitants, 460 habitatges, i 316 famílies. La densitat de població era de 1.925,5 habitants per km².
Dels 460 habitatges en un 29,8% hi vivien nens de menys de 18 anys, en un 51,1% hi vivien parelles casades, en un 14,8% dones solteres, i en un 31,1% no eren unitats familiars. En el 25,7% dels habitatges hi vivien persones soles el 6,7% de les quals corresponia a persones de 65 anys o més que vivien soles. El nombre mitjà de persones vivint en cada habitatge era de 2,48 i el nombre mitjà de persones que vivien en cada família era de 3,02.
Per edats la població es repartia de la següent manera: un 22,5% tenia menys de 18 anys, un 6,8% entre 18 i 24, un 27,6% entre 25 i 44, un 32,4% de 45 a 60 i un 10,7% 65 anys o més.
L'edat mediana era de 41 anys. Per cada 100 dones de 18 o més anys hi havia 75,7 homes.
La renda mediana per habitatge era de 83.438 $ i la renda mediana per família de 91.354 $. Els homes tenien una renda mediana de 77.500 $ mentre que les dones 52.596 $. La renda per capita de la població era de 48.065 $. Entorn del 7% de les famílies i l'1% de la població estaven per davall del llindar de pobresa.

## Poblacions més properes
El següent diagrama mostra les poblacions més properes.